# Дрогобицький коледж нафти і газу

Зображення на стіні спортивного залу коледжу.

«Дрого́бицький ко́ледж на́фти і га́зу» (до 2012 — Дрого́бицький на́фтовий те́хнікум) — державний заклад вищої освіти України.

## Розташування
Нафтовий технікум розташований у м. Дрогобич, вул. Грушевського, 57.
Директором технікуму до 2013 був Янів Павло Петрович, випускник цього ж навчального закладу 1967 р., з 2013 до 2021 директором технікуму був Баб'як Мирон Михайлович, у 2021 році в. о. директора — Лепак Юрій. З грудня 2021 року коледж очолив Хомош Юрій Степанович.

## Історія та сучасність
Дрогобицький коледж нафти і газу заснований як Дрогобицький нафтовий технікум 20 січня 1945 року наказом № 58 Народного Комісара нафтової промисловості. За час свого існування навчальний заклад підготував понад 20 тисяч спеціалістів для нафтової, газової, нафтопереробної промисловості.
Перший випуск спеціалістів відбувся у 1948 році.
Враховуючи збільшення потреб в спеціалістах для нафтових підприємств Прикарпаття, у 1953 році було відкрите вечірнє відділення з філіалом у м. Бориславі, на якому велась підготовка спеціалістів без відриву від виробництва з спеціальностей: «Експлуатація нафтових і газових свердловин» та «Технологія нафти й газу».
1957 року до Дрогобицького нафтового технікуму був приєднаний Львівський нафтопромисловий технікум.
1958 року було відкрите заочне відділення, на якому велась підготовка спеціалістів з спеціальностей «Буріння нафтових і газових свердловин», «Експлуатація нафтових і газових свердловин», «Обладнання нафтових і газових промислів» та «Хімічна технологія нафти й газу».
1959 року був відкритий Долинський філіал вечірнього відділення, на якому проводилась підготовка спеціалістів з спеціальностей: «Експлуатація нафтових і газових свердловин», «Обладнання нафтових і газових промислів» та «Планування на підприємствах нафтової й газової промисловості».
В зв'язку із зменшенням кількості вступників на вечірнє відділення з числа працівників нафтовидобувних та бурових підприємств в 1973 році був закритий Бориславський філіал, а в 1975 році і Долинський філіал.
1997 року Дрогобицький нафтовий технікум отримав ліцензію на право підготовки фахівців на рівні кваліфікаційних вимог до молодшого спеціаліста за спеціальностями «Економіка підприємства» та «Експлуатація газонафтопроводів і газонафтосховищ».
В даний час у технікумі проводиться підготовка фахівців практично з усіх спеціальностей для нафтогазовидобувної та переробної промисловості.
Відповідно до рішень ДАК від 26 грудня 2006 року, протокол № 64, Міністерством освіти і науки України визнано Дрогобицький нафтовий технікум акредитованим за статусом вищого навчального закладу першого рівня з видачею сертифікату про акредитацію серія РД-І № 143345 та ліцензії серія АВ № 482982 на право надання освітніх послуг пов'язаних з одержанням вищої освіти на рівні кваліфікаційних вимог до молодшого спеціаліста.
У 2012 році перейменовано Дрогобицький нафтовий технікум у Державний вищий навчальний заклад «Дрогобицький коледж нафти і газу» наказом № 870 Міністерства освіти і науки, молоді та спорту України від 02.08.12 р.

## Спеціалізація та спеціальності
Підготовка студентів денної та заочної форми навчання здійснюється як за контрактом, так і за державним замовленням.
Список спеціальностей:
- обслуговування і ремонт нафтових і газових промислів;
- переробка нафти і газу;
- буріння нафтових і газових свердловин;
- експлуатація нафтових і газових свердловин;
- монтаж, обслуговування засобів і систем автоматизації технологічного виробництва;
- розвідування нафтових та газових родовищ;
- експлуатація газонафтопроводів і газонафтосховищ;
- економіка підприємства.

Коледж працює у комплексі з Івано-Франківським національним технічним університетом нафти і газу, Національним технічним університетом України «Київський політехнічний інститут» та Українським державним хіміко-технологічним університетом м. Дніпропетровська.
На базі коледжу відкрито навчально-консультаційний пункт Івано-Франківського національного технічного університету нафти і газу. Тут випускники, не полишаючи стін рідного закладу, продовжують навчання у ВНЗ IV рівня акредитації здобувають вищу освіту. Найкращі випускники зараховуються в університети за скороченим терміном навчання.
Підготовка фахівців здійснюється на базі основної і повної середньої освіти на денній, заочній і екстернальній формах навчання.

## Колектив
У технікумі працює близько сотні викладачів високої кваліфікації, з них: 46 — вищої категорії, 7 — викладачів-методистів, 4 кандидати наук, 3 — аспіранти.
На денному та заочному відділеннях навчаються усього близько 1600 студентів. Щороку технікум приймає на навчання 360 першокурсників.

## Відомі випускники
- Бжостовський Ігор Євгенович (1993—2014) — солдат Збройних сил України, учасник АТО.
- Ігор (Возьняк) — архієпископ і Митрополит Львівський Української Греко-Католицької Церкви[2] (1970[3])
- Зозуля Тарас Васильович (1993—2014) — солдат Збройних сил України, учасник АТО.
- Кабишев Б. П. — доктор геолого-мінералогічних наук, професор;
- Яремійчук Роман Семенович — доктор технічних наук, професор;
- Федишин В. О. — доктор геологічних наук;
- Кондрат Роман Михайлович — доктор технічних наук, професор Івано-Франківського національного технічного університету нафти і газу.;
- Луців Я. К. — кандидат геолого-мінералогічних наук.
- Матієшин Іван Семенович — український благодійник та політичний діяч, генеральний директор ТОВ "Нафтова компанія «Красноленінськнафтогаз».
- Ковалко Михайло Петрович — український політик.
- Рибчич Ілля Йосипович — колишній гендиректор компанії «Укргазвидобування».